# Emirado de Derbente
Emirado de Derbente (em árabe: امارة بَاب ٱلْأَبْوَاب; romaniz.: Imārat Bāb al-Abwāb) foi um Estado medieval que surgiu na rota comercial do Cáspio com centro na cidade de Derbente. Este último ocupou uma posição chave entre os centros comerciais da região do Cáspio. Foi governado pela dinastia haxímida (Āl-e Hāšem), descendentes de um liberto da tribo dos soleimitas.

## Antecedentes
O primeiro ataque a Derbente por um califado árabe foi lançado em 642 sob Suraca ibne Anre, segundo Atabari. Como resultado, o governador da cidade nomeado pelos sassânidas, Xarbaraz, rendeu-se. Posteriormente, a cidade foi usada como base pelos árabes durante as devastadoras guerras árabo-cazares. Em 713-714, o general árabe Maslama liderou uma expedição que capturou Derbente, supostamente depois que um residente lhe mostrou uma passagem subterrânea secreta. O historiador armênio Leôncio afirma que os árabes, percebendo que não conseguiriam manter a fortaleza, arrasaram suas muralhas. O futuro califa Maruane II já guarneceu Derbente. Asside ibne Zafir Açulami e seu filho Iázide também já estiveram no comando de Derbente. Um comandante de Derbente, Almunajim Açulami (ou Najém ibne Haxim) foi executado por Saíde ibne Salme Albaili em 799, o que levou seu filho Haiune a organizar um ataque de vingança pelos cazares. Muscate também foi anexada à governadoria depois de 833.[carece de fontes?]

## História
O emirado autônomo ou independente foi formado em 869 por Haxim ibne Suraca ibne Salis ibne Haiune, bisneto de Haiune, seguindo a Anarquia em Samarra. A política do emirado foi influenciada por guildas, tribos importantes e castas guerreiras (gazi), muitas vezes lutando entre si como fazedores de reis. Os vizinhos Xás de Xirvão também contestaram a soberania dos emires.[carece de fontes?]
O governo de Haxim durou até 884 e foi seguido por seus descendentes que lutaram continuamente contra os Cazares, os Rus', os Xás de Xirvão e os Sarir. A dinastia haxímida caiu do poder em 1075, quando Fariburz I anexou Derbente, mas logo outra dinastia emergiu após a intervenção seljúcida, nomeadamente os aglábidas, em homenagem a Aglabe ibne Ali, que foi nomeado pelo comandante seljúcida Saveteguim após sua libertação da prisão de Xirvão. Esta dinastia estava no poder c. 1173, quando Acusitã I derrotou o emir Beque-Bars ibne Muzafar com seu primo Jorge III (r. 1156–1184), rei da Geórgia.[carece de fontes?]